# Olios trifurcatus
Olios trifurcatus là một loài nhện trong họ Sparassidae.
Loài này thuộc chi Olios. Olios trifurcatus được Mary Agard Pocock miêu tả năm 1899.